# Смоляр, Александр Александрович
Александр Александрович Смоляр (род. 19 июля 2001, Южно-Сахалинск) — российский автогонщик. В 2022 году выступал в «Формуле-3» за команду «MP Motorsport».

## Биография

### Начало карьеры
В пять лет вместе с семьёй переехал в Московскую область, где позже начал заниматься картингом.
Начал выступать в спортивном картинге в возрасте 6 лет (изи-карт), но потом вынужден был ограничиться клубным-прокатным картингом и детскими межклубными соревнованиями в Москве, где Смоляр неоднократно становился победителем сезонов в разных возрастных группах.
В 2012 году благодаря поддержки бренда AIMOL появилась возможность участия в спортивном картинге - серия ROTAX MAX в классе MINI (2 место по итогу сезона 2013 г.), а далее и в классе JUNIOR (2 место по итогу сезона 2014 г.).
В 2015 году при поддержке бренда Лукойл Смоляр принял участие в первенстве России в классе KFJ и выиграл его. В чемпионате Германии в классе KFJ стал победителем и призером нескольких этапов. Участвовал  в чемпионате мира 2015 года.
В 2016 году при поддержке SMP Racing принял участие во всех европейских чемпионатах в составе шведской команды WARD Racing в классе ОК. Победа в соревновании  27° Trofeo Andrea Margutti, победа в соревновании WSK Night Edition, 7 место в чемпионате CIK-FIA European Championship. В чемпионате мира 2016 года итог - сход.

### Младшие формулы

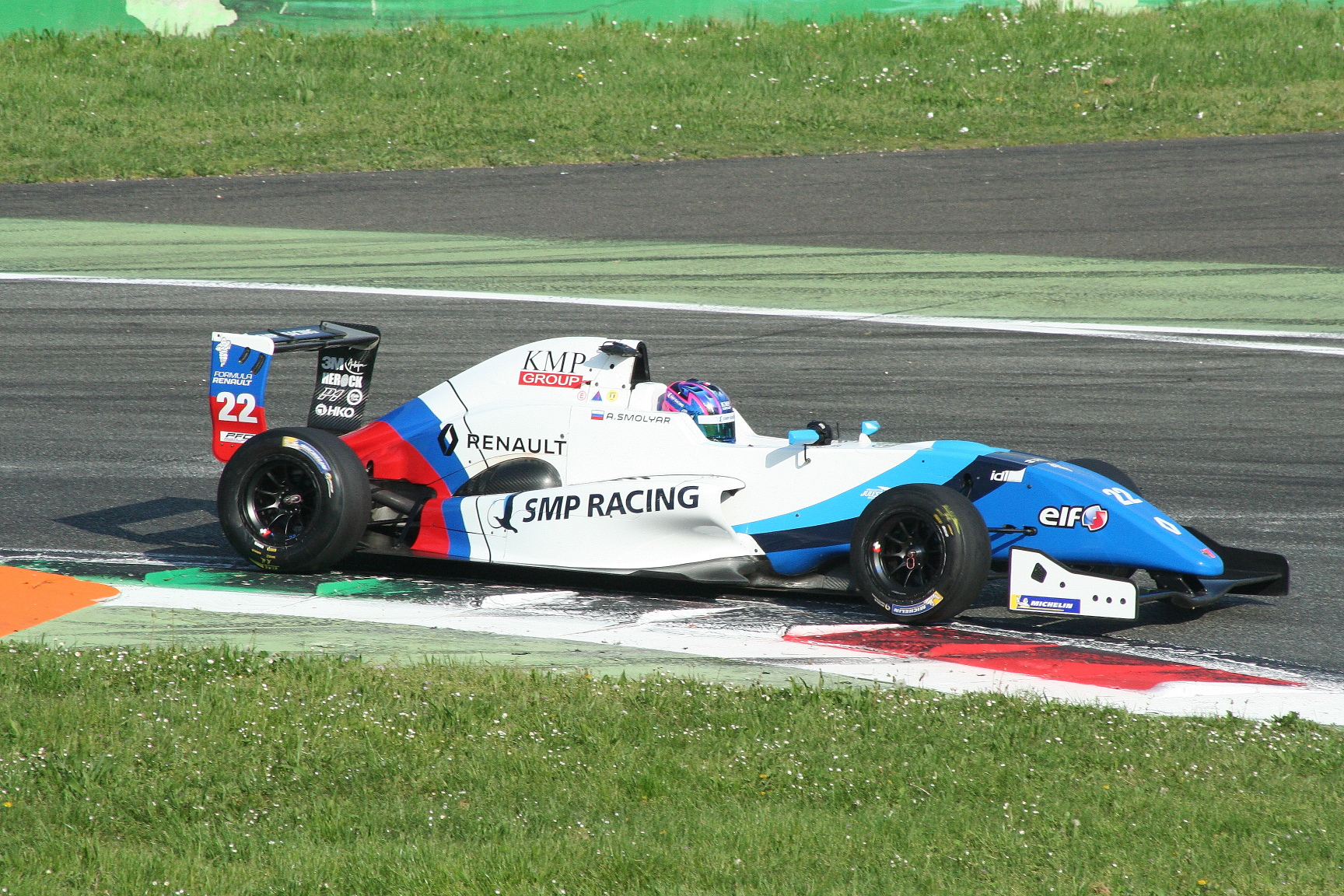
В 2018 году

Сезон-2017 стал для Смоляра дебютным в формульных гонках. Он выступал за команду «SMP Racing» в испанской и российской Формуле-4, где в обоих чемпионатах он финишировал третьим. Всего он завоевал 24 подиума в этих чемпионатах, все его победы были завоёваны в испанской Формуле-4.

### Еврокубок Формулы-Рено
Сезон-2018 стал дебютным для российского гонщика в Еврокубке Формулы-Рено. В дебютном сезоне он финишировал 12-м в чемпионате. В сезоне-2019 Смоляр финишировал третьим в чемпионате.

### Формула-3

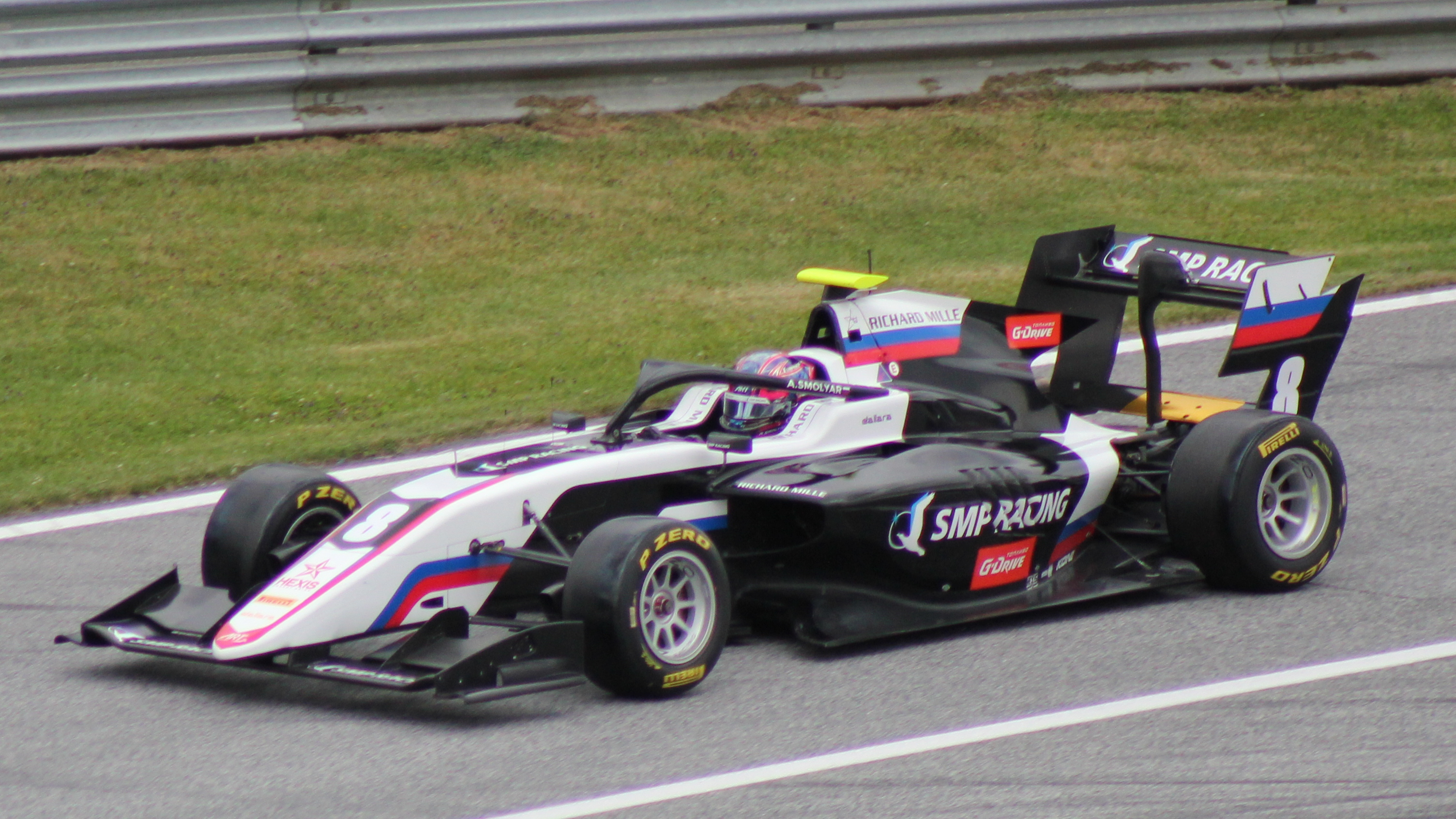
В 2021 году

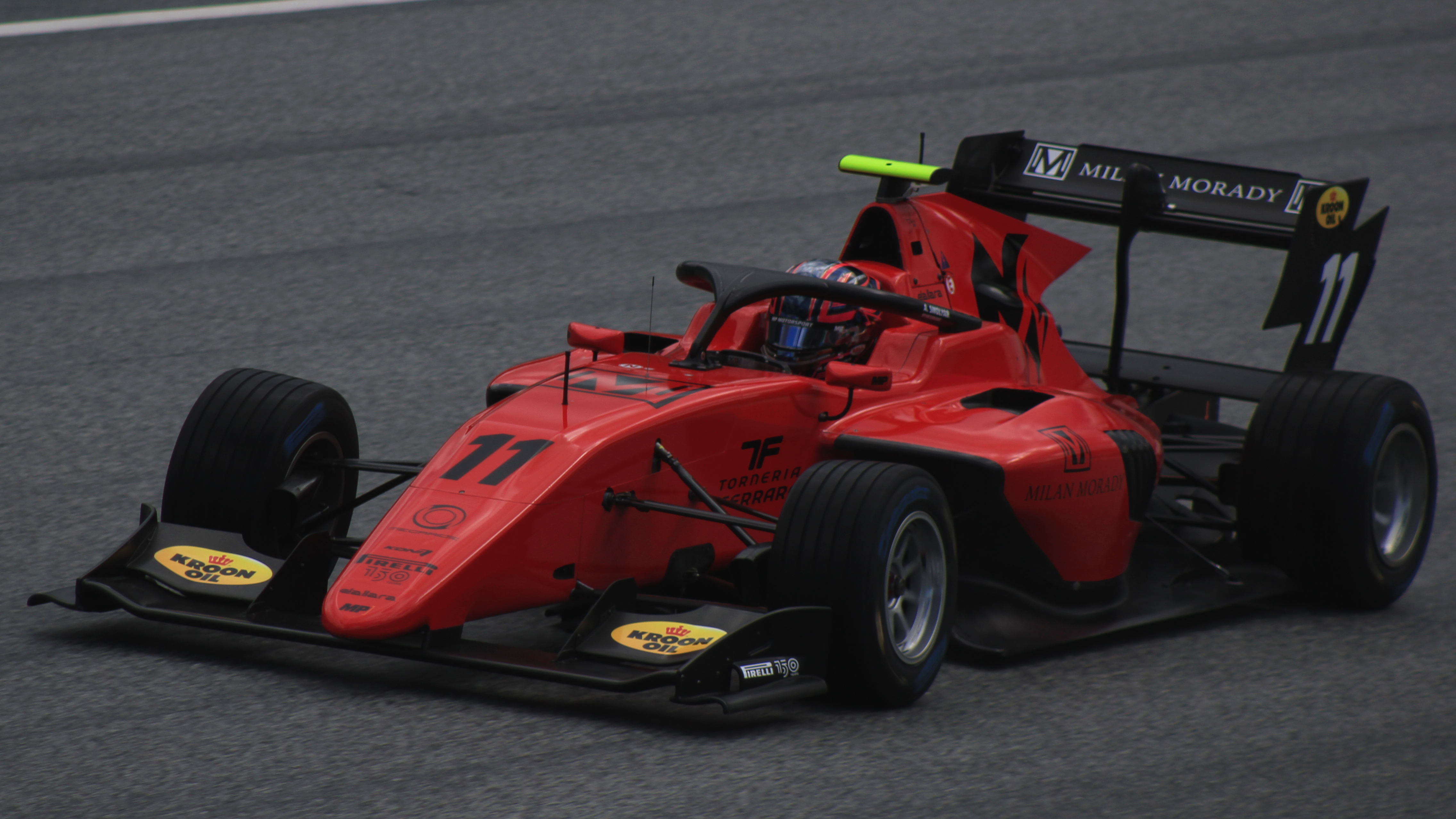
В 2022 году

В сезоне-2020 Смоляр выступал в «Формуле-3» (FIA Formula 3) за команду «ART Grand Prix». Его напарниками были Тео Пуршер и Себастьен Фернандес. Несмотря на несколько удачных гонок, которые включали в себя поул на Хунгароринге и победу на первой гонке в Великобритании, сезон россиянин провёл неудачно. Из-за штрафа Смоляр потерял победу в Великобритании. Он завоевал свой единственный подиум в сезоне на второй гонке в Монце и закончил чемпионат на 11-м месте.
В сезоне-2021 Смоляр продолжил выступления в «Формуле-3» за команду «ART Grand Prix». Его напарниками были Фредерик Вести и Хуан-Мануэль Корреа. Начало сезона россиянин провёл хорошо, одержав свою первую победу на первой гонке в Испании и победу на первой гонке на гоночной трассе Поль Рикар с шестого места. По итогам сезона занял 6 место.
В сезоне 2022 года выступал под нейтральным флагом за команду «MP Motorsport», занял 10 место в общем зачёте, в 2023 году контракт в формульных сериях больше получить не удалось.

## Общая статистика
| Сезон | Соревнование                         | Команда        | Гонки | Победы | Поулы | Л.круги | Подиумы | Очки | Позиция |
| ----- | ------------------------------------ | -------------- | ----- | ------ | ----- | ------- | ------- | ---- | ------- |
| 2017  | СМП Формула-4                        | SMP Racing     | 21    | 0      | 2     | 0       | 11      | 217  | 3       |
| 2017  | Испанская Формула-4                  | SMP Racing     | 20    | 7      | 6     | 0       | 11      | 263  | 3       |
| 2018  | Еврокубок Формулы-Рено               | Tech 1 Racing  | 20    | 0      | 0     | 0       | 0       | 57   | 12      |
| 2018  | Североевропейский кубок Формулы-Рено | Tech 1 Racing  | 10    | 0      | 0     | 0       | 0       | 18   | 17      |
| 2019  | Еврокубок Формулы-Рено               | R-ace GP       | 20    | 3      | 2     | 4       | 10      | 255  | 3       |
| 2020  | ФИА Формула-3                        | ART Grand Prix | 18    | 0      | 1     | 0       | 1       | 59   | 11      |
| 2021  | ФИА Формула-3                        | ART Grand Prix | 20    | 2      | 0     | 2       | 4       | 107  | 6       |
| 2022  | ФИА Формула-3                        | MP Racing      | 16    | 1      | 2     | 1       | 3       | 76   | 10      |

### SMP F4 Championship
| Год  | Команда    | 1       | 2       | 3        | 4       | 5       | 6       | 7       | 8       | 9       | 10      | 11      | 12      | 13       | 14       | 15       | 16       | 17        | 18       | 19      | 20      | 21      | Поз | Очки |
| ---- | ---------- | ------- | ------- | -------- | ------- | ------- | ------- | ------- | ------- | ------- | ------- | ------- | ------- | -------- | -------- | -------- | -------- | --------- | -------- | ------- | ------- | ------- | --- | ---- |
| 2017 | SMP Racing | SOC 1 3 | SOC 2 3 | SOC 3 19 | SMO 1 3 | SMO 2 3 | SMO 3 4 | AHV 1 3 | AHV 2 3 | AHV 3 4 | AUD 1 6 | AUD 2 5 | AUD 3 2 | MSC1 1 2 | MSC1 2 3 | MSC1 3 8 | MSC2 1 6 | MSC2 2 17 | MSC2 3 5 | ASS 1 2 | ASS 2 3 | ASS 3 6 | 3   | 217  |

### F4 Spanish Championship
| Год  | Команда    | 1       | 2         | 3        | 4      | 5        | 6         | 7       | 8       | 9     | 10      | 11      | 12         | 13         | 14       | 15      | 16    | 17      | 18      | 19      | 20      | Поз | Очки |
| ---- | ---------- | ------- | --------- | -------- | ------ | -------- | --------- | ------- | ------- | ----- | ------- | ------- | ---------- | ---------- | -------- | ------- | ----- | ------- | ------- | ------- | ------- | --- | ---- |
| 2017 | SMP Racing | ALC 1 2 | ALC 2 Ret | ALC 3 11 | NAV1 1 | NAV1 2 3 | NAV1 3 10 | CAT 1 3 | CAT 2 1 | JER 1 | JER 2 1 | JER 3 1 | NAV2 1 DSQ | NAV2 2 DSQ | NAV2 3 1 | NOG 1 3 | NOG 2 | NOG 3 1 | EST 1 3 | EST 2 4 | EST 3 9 | 3   | 263  |

### Formula Renault Eurocup
| Год  | Команда       | 1        | 2        | 3         | 4         | 5         | 6       | 7        | 8        | 9         | 10       | 11       | 12       | 13       | 14      | 15      | 16      | 17        | 18        | 19      | 20       | Поз | Очки |
| ---- | ------------- | -------- | -------- | --------- | --------- | --------- | ------- | -------- | -------- | --------- | -------- | -------- | -------- | -------- | ------- | ------- | ------- | --------- | --------- | ------- | -------- | --- | ---- |
| 2018 | Tech 1 Racing | LEC 1 8  | LEC 2 23 | MNZ 1 4   | MNZ 2 Ret | SIL 1 Ret | SIL 2 7 | MON 1 15 | MON 2 11 | RBR 1 Ret | RBR 2 15 | SPA 1 11 | SPA 2 16 | HUN 1 10 | HUN 2 6 | NÜR 1 5 | NÜR 2 8 | HOC 1 8   | HOC 2 Ret | CAT 1 6 | CAT 2 12 | 12  | 57   |
| 2019 | R-ace GP      | MNZ 1 20 | MNZ 2 1  | SIL 1 Ret | SIL 2     | MON 1 2   | MON 2 1 | LEC 1 4  | LEC 2    | SPA 1 9   | SPA 2 6  | NÜR 1 3  | NÜR 2 4  | HUN 1 2  | HUN 2   | CAT 1 2 | CAT 2 5 | HOC 1 Ret | HOC 2 1   | YMC 1 4 | YMC 2 6  | 3   | 255  |

### FIA Formula 3 Championship
| Год  | Команда        | 1         | 2          | 3           | 4          | 5           | 6         | 7          | 8         | 9          | 10         | 11         | 12         | 13        | 14        | 15         | 16         | 17         | 18          | 19       | 20      | 21       | DC | Очки |
| ---- | -------------- | --------- | ---------- | ----------- | ---------- | ----------- | --------- | ---------- | --------- | ---------- | ---------- | ---------- | ---------- | --------- | --------- | ---------- | ---------- | ---------- | ----------- | -------- | ------- | -------- | -- | ---- |
| 2020 | ART Grand Prix | RBR FEA 9 | RBR SPR 7  | RBR FEA Ret | RBR SPR 20 | HUN FEA Ret | HUN SPR 7 | SIL FEA 10 | SIL SPR 6 | SIL FEA 13 | SIL SPR 14 | CAT FEA 11 | CAT SPR 12 | SPA FEA 4 | SPA SPR 4 | MNZ FEA 20 | MNZ SPR 3  | MUG FEA 7  | MUG SPR 10  |          |         |          | 11 | 59   |
| 2021 | ART Grand Prix | CAT 1     | CAT 2 Ret  | CAT 3 11    | LEC 1      | LEC 2 7     | LEC 3 8   | RBR 1 14   | RBR 2 25  | RBR 3 4    | HUN 1 6    | HUN 2 4    | HUN 3 6    | SPA 1 10  | SPA 2 8   | SPA 3      | ZAN 1 24   | ZAN 2 14   | ZAN 3       | SOC 1 22 | SOC 2 C | SOC 3 23 | 6  | 107  |
| 2022 | MP Motorsport  | BHR SPR 3 | BHR FEA 23 | IMO SPR 8   | IMO FEA 14 | CAT SPR 6   | CAT FEA 4 | SIL SPR    | SIL FEA   | RBR SPR 9  | RBR FEA 7  | HUN SPR 15 | HUN FEA 1  | SPA SPR 3 | SPA FEA 9 | ZAN SPR 14 | ZAN FEA 10 | MNZ SPR 25 | MNZ FEA 27† |          |         |          | 10 | 76   |